# Pedumispora rhizophorae
Pedumispora rhizophorae — вид грибів, що належить до монотипового роду  Pedumispora.